# Schubbendak
Een schubbendak (synoniemen: Duitse dekking, rensdak, coquettedak, écailledak) is een dak bedekt met dakleien, waarbij het zichtbare deel van de leistenen afgerond is, vergelijkbaar met de schubben van vissen. Naast het schubbendak bestaan er andere typen leidaken, zoals het maasdak, het koeverdak, het rijndak en de Leuvense dekking.
Naast leisteen kunnen ook andere materialen gebruikt zijn voor schubbendaken, zoals pannen. Een voorbeeld van een specifieke dakpan is de Oegstgeester dakpan. Ook houten dakspanen, ooit een zeer veel gebruikte dakbedekking, leveren vaak een schubbendak op. 

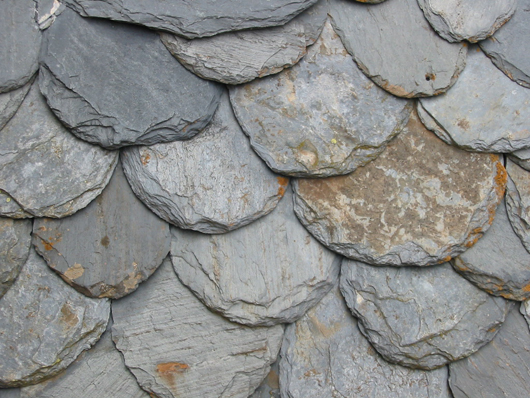
Schubbendak van leisteen
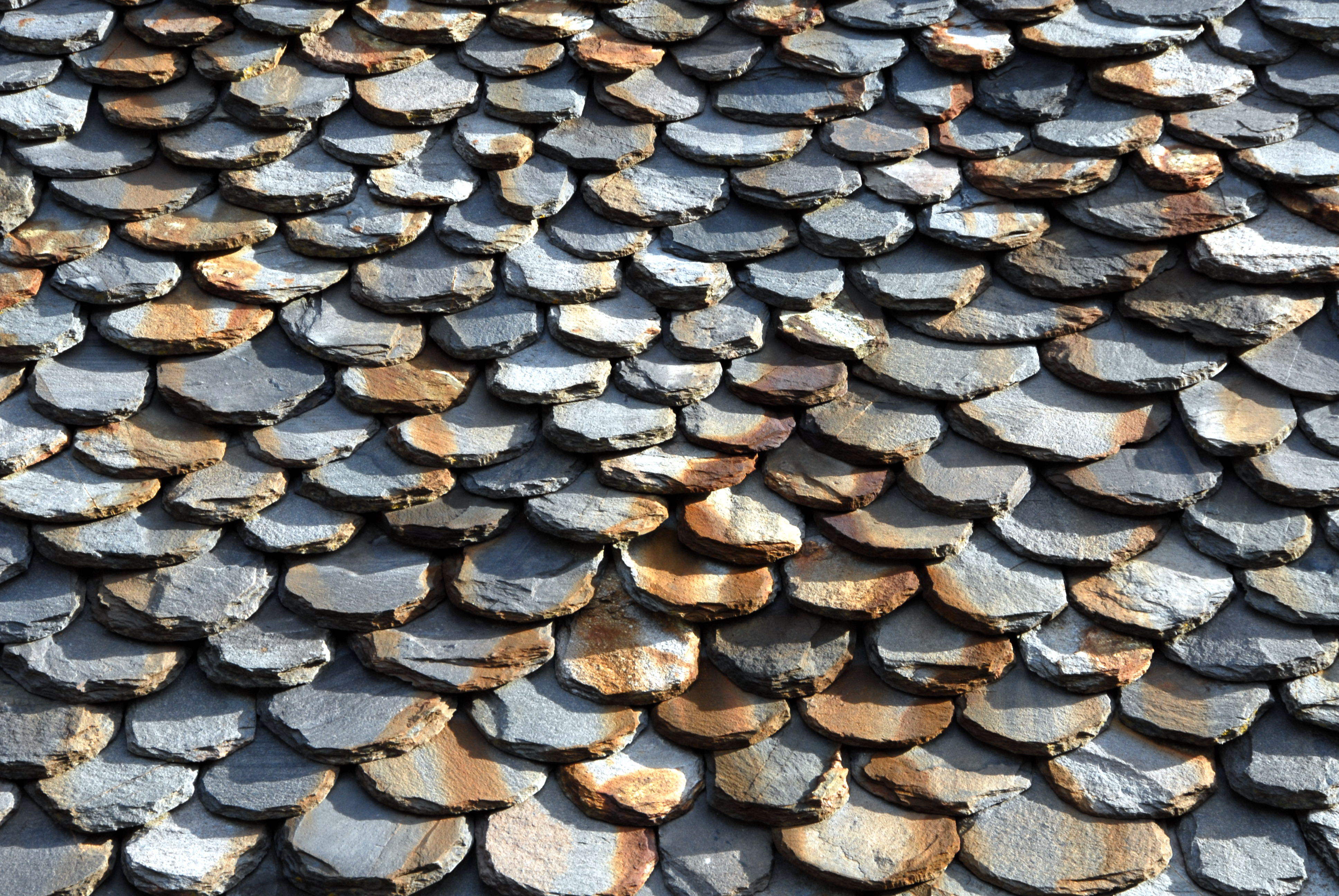
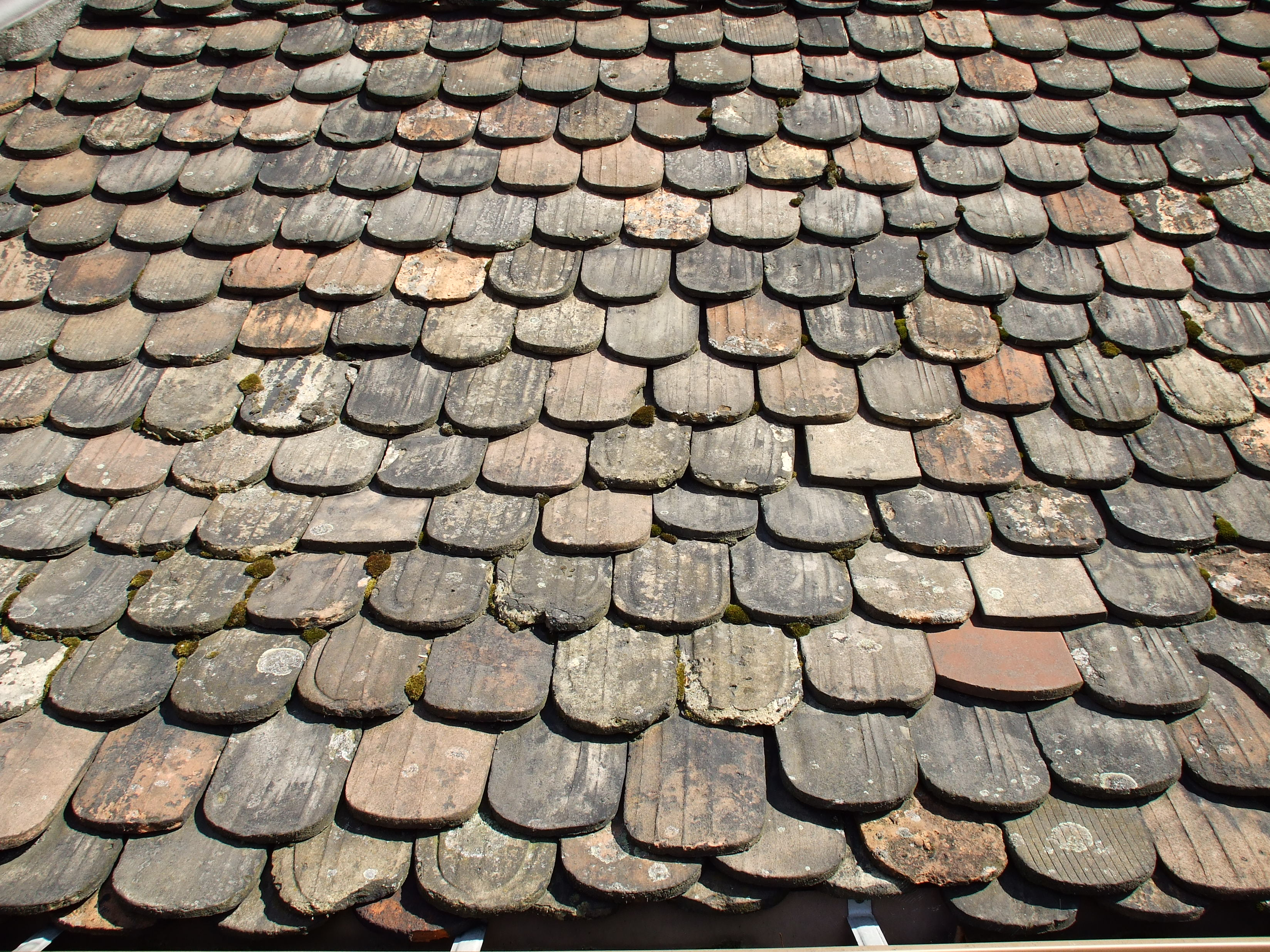
Biberschwanz-dakspanen